# Texhuacán (kommun)
Texhuacán är en kommun i Mexiko.   Den ligger i delstaten Veracruz, i den sydöstra delen av landet, 240 km öster om huvudstaden Mexico City. Antalet invånare är 4 740. Arean är 33 kvadratkilometer.
Terrängen i Texhuacán är huvudsakligen kuperad, men söderut är den bergig.
Följande samhällen finns i Texhuacán:
- Texhuacán
- Tlalca
- Xochititla
- El Pedregal
- El Mirador
- Texutzingo
- Apoxteca
- Texala
- Atiopa